# Centro de Cinema Canadense

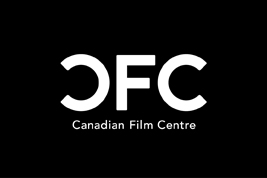
logotipo CFC

O Canadian Film Centre (CFC) é uma organização sem fins lucrativos fundada em 1988 pelo cineasta Norman Jewison em Toronto, Ontário, Canadá. Inicialmente criada como uma escola de cinema, hoje ela oferece treinamento, desenvolvimento e oportunidades de avanço para profissionais das indústrias de cinema, televisão e mídia digital do Canadá, incluindo diretores, produtores, roteiristas, atores e músicos.

## História

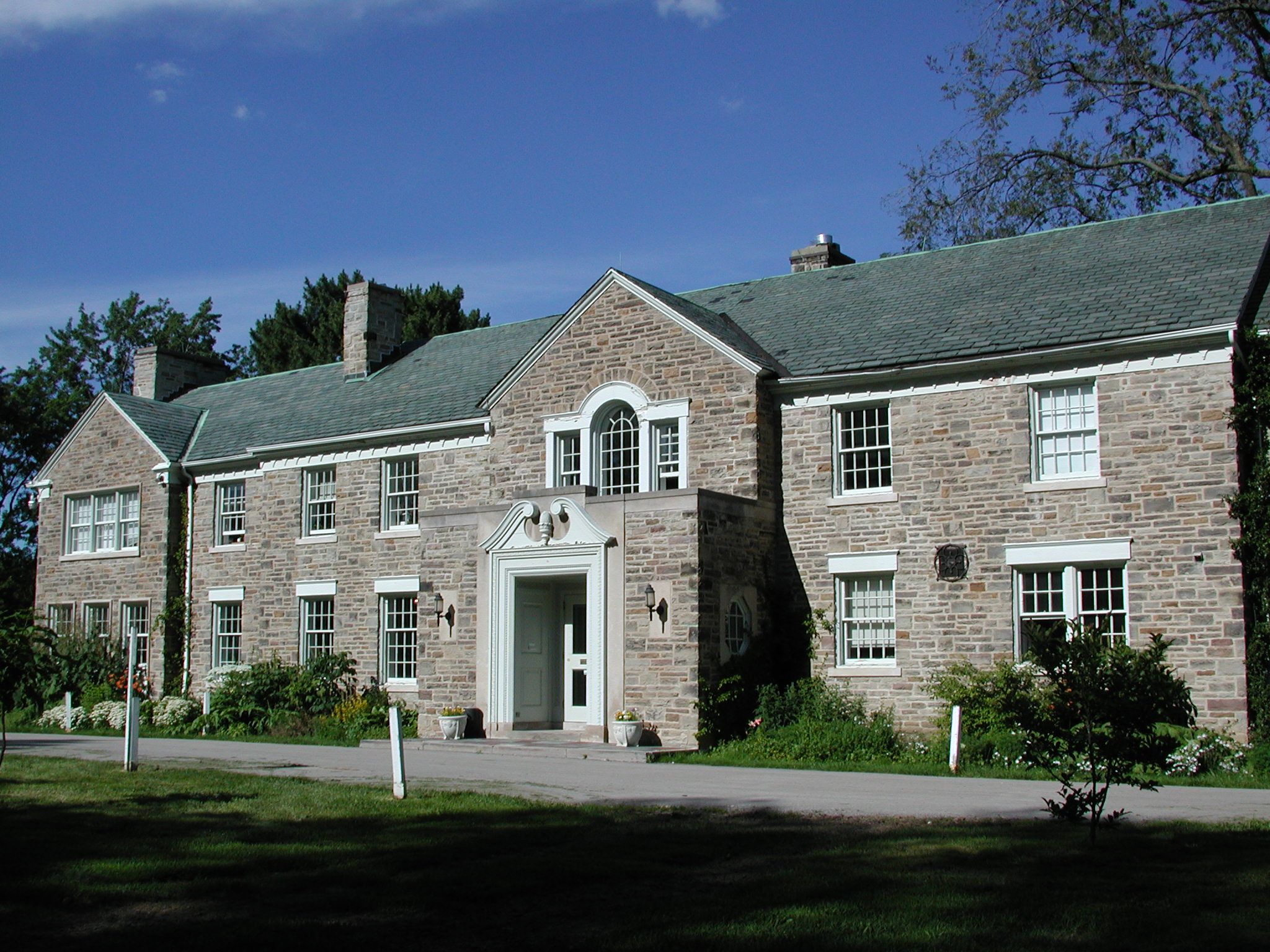
Windfields Estate em 2000

O CFC foi estabelecido em 1988 pelo cineasta canadense Norman Jewison como o Centro Canadense de Estudos Avançados em Cinema; o primeiro programa foi frequentado por 12 residentes. A turma inaugural incluiu o escritor Robert Hunter, os cineastas Holly Dale, Gerald L'Ecuyer, Anne Petrie e Peter Raymont, e a produtora Ann Medina. O campus da escola estava localizado na propriedade Windfields, a antiga casa do magnata dos negócios canadense E. P. Taylor.
Em 1991, depois que o produtor Robert Lantos recebeu um prêmio de $250.000 da Telefilm Canada em homenagem à vitória de "Black Robe" no prêmio Genie de Melhor Filme, ele imediatamente doou o dinheiro para o Canadian Film Centre para ajudar a estabelecer sua unidade de cinema, que serve como o estúdio de cinema principal para os projetos sendo desenvolvidos pelos estudantes do CFC.
Peter O’Brian foi nomeado diretor executivo do CFC por Norman Jewison em 1988 e permaneceu no cargo até 1991. Wayne Clarkson atuou como diretor executivo da organização de 1991 até 2005. Nesse ponto, Slawko Klymkiw, anteriormente diretor executivo de programação de rede da Canadian Broadcasting Corporation, tornou-se o CEO do CFC até se aposentar na primavera de 2021. Maxine Bailey, ex-Vice-Presidente de Desenvolvimento da TIFF, foi nomeada Diretora Executiva do CFC em maio de 2021.
Em 2014, o CFC revelou o novo Pavilhão Northern Dancer, um prédio destinado a abrigar seus programas de estudo multidisciplinares, no campus Windfields.
Até 2018, seu 30º ano de operação, o CFC tinha mais de 100 residentes e participantes em 16 programas anualmente. O CFC possui mais de 1.700 ex-alunos e 100 empresas parceiras de ex-alunos até o momento.

## Treinamento e avanço
O CFC oferece uma variedade de programas em cinco fluxos de mídia separados: cinema, televisão, música, atuação em tela e mídia digital. Cada fluxo oferece programas práticos, intensivos e práticos que são administrados sob a orientação de professores e profissionais da indústria, e são operados em conjunto com empresas de entretenimento e instituições educacionais, incluindo Netflix, AMC, A&E, Cineplex Entertainment, National Film Board of Canada, Telefilm Canada, NBC Universal, Slaight Communications, WildBrain, Bell Media, Canadian Broadcasting Corporation e OCAD University.
Os programas de cinema do CFC incluem o Programa de Cinema Norman Jewison e os Recursos do CFC. Os programas de televisão incluem o Programa Bell Media Prime Time TV para roteiristas de séries e a Experiência WildBrain para o desenvolvimento de conteúdo direcionado para crianças e famílias. O CFC também coordena o Projeto Global Netflix/CFC, que tem como foco os criativos e comunidades tradicionalmente sub atendidas no Canadá.
Seu principal programa para atores é o Conservatório de Atores da CBC, um programa de seis meses. Para músicos, o centro opera o Laboratório de Música da Família Slaight, um programa de nove meses em meio período para compositores e letristas.
O CFC Media Lab é um laboratório de ideias e instalação de produção de mídia digital que oferece um ambiente de pesquisa, aprendizado e produção para desenvolvedores e profissionais de conteúdo de mídia digital, bem como programas de aceleração e serviços para startups de entretenimento digital. Seus programas incluem a Iniciativa Fifth Wave, para acelerar e sustentar o crescimento de negócios de propriedade de mulheres ou liderados por mulheres no setor de mídia digital do sul de Ontário, o Ideaboost, um acelerador de entretenimento digital, e a Estratégia de Realidade Virtual, um programa para desenvolver produções de realidade virtual, além do Intercâmbio Imersivo Reino Unido-Canadá, um laboratório de desenvolvimento de talentos imersivos e fundo de coprodução para artistas e cineastas do Reino Unido e do Canadá.

## Trabalho produzido pelo CFC
CFC esteve envolvido em centenas de produções cinematográficas, televisivas e interativas e produziu um grande catálogo de trabalhos, incluindo as produções abaixo. 

### Características
O CFC apoiou o desenvolvimento de 47 longas-metragens até o momento, incluindo:
- 19 Meses ( Randall Cole )
- 22 Chaser (Rafal Sokolowski)
- Aventuras na Escola Pública (Kyle Rideout)
- A Arte de Woo (Helen Lee)
- Feijão ( Tracey Deer )
- Sangue e Rosquinhas ( Holly Dale )
- Não Lance Sombras ( Christian Sparkes )
- Monstro do Armário ( Stephen Dunn )
- Embreagem (Christopher Grismer)
- Cruel e Incomum (Merlin Dervisevic)
- Cubo ( Vincenzo Natali )
- As Horas Sombrias ( Paul Fox )
- Terra Fácil (Sanja Zivkovic)
- Contos de Fadas e Pornografia (Chris Philpott)
- A Viagem de Pesca ( Amnon Buchbinder )
- Retiro de Horsie (Tony Asimakopoulos)
- Casa ( Laurie Lynd )
- Khaled ( Asghar Massombagi )
- O Arrombador ( Randall Okita )
- Mary Goes Round ( Molly McGlynn )
- Nunca Firme, Nunca Parado ( Kathleen Hepburn )
- Molly Maxwell (Sara St. Onge)
- Enfermeira. Lutador. Garoto ( Charles Oficial )
- Estoque Antigo (James Genn)
- Rimas para Young Ghouls ( Jeff Barnaby )
- Rude ( Virgem Clemente )
- Sapateiro ( Colleen Murphy )
- Mostre-me (Cassandra Nicolaou)
- Irmãos ( David Weaver )
- Tammy está sempre morrendo ( Amy Jo Johnson )
- Muito Sexo (Andrew Ainsworth)
- Os Tios ( James Allodi )
- O Que Nós Temos (Maxime Desmons)

O CFC também acelerou o desenvolvimento de várias séries de televisão, incluindo:
- Orphan Black
- Mary mata pessoas
- Viajantes

### Filmes curtos
173 curtas-metragens foram criados através dos Programas de Curtas-Metragens Dramáticas do CFC até o momento, incluindo:
- Benjamim (Sherren Lee)
- Garotinha (Renuka Jeyapalan)
- Cléo (Sanja Zivkovic)
- Pés Frios (Daniel D'Alimonte)
- Elevado (Vincenzo Natali)
- A fada que não queria mais ser uma fada (Laurie Lynd)
- Gelo (Jeremy Ball)
- O Lar para Mulheres Cegas ( Sandra Kybartas )
- Como livrar seu amante de uma emoção negativa causada por você! ( Nádia Litz )
- Kumar e Sr. Jones ( Sugith Varughese )
- Perdedor da lancheira (Virginia Abramovich)
- Aniversário de Oliver Bump ( Jordan Canning )
- Presa (Helen Lee)
- Ainda (Slater Jewell-Kemker)
- Queríamos Mais ( Stephen Dunn )
- O que não te mata (Rob Grant)

### Mídia digital
As produções interativas do CFC incluem:
- Late Fragment : o primeiro longa-metragem interativo do Canadá co-produzido com o NFB.
- Corpo/Mente/Mudança : Uma experiência transmídia estrelada por David Cronenberg, coproduzida com o Toronto International Film Festival (TIFF).
- Qual é o seu cinema essencial : um projeto dinâmico de visualização móvel coproduzido com TIFF.
- VR Sketches Series : O primeiro de uma série de VR Sketches produzidos com Occupied VR, convidando a comunidade cinematográfica a aprender e descobrir a gramática e a linguagem da narrativa em VR.
- Small Wonders: The VR Experience : permite que o usuário mergulhe dentro de uma conta de oração e explore as intrincadas esculturas tornadas visíveis através do poder da microtomografia computadorizada (micro-CT) e da realidade virtual. Produzida pelo Media Lab do Canadian Film Centre (CFC Media Lab) e pela Seneca College School of Creative Art & Animation, esta colaboração artística e técnica entre a conservadora da AGO, Lisa Ellis, e o artista e designer interativo Priam Givord (Seneca), marca a primeira tempo qualquer um será capaz de se mover através, ao redor e dentro de uma dessas pequenas maravilhas.